# Parque nacional de Santa Teresa
El Parque Nacional de Santa Teresa es un parque nacional ubicado en el departamento uruguayo de Rocha, en el que se encuentra la Fortaleza de Santa Teresa. Se localiza sobre la costa atlántica, entre los balnearios de Punta del Diablo y La Coronilla, y se accede al mismo por la Ruta Nacional Nº 9, a la altura del kilómetro 302. El parque nacional es administrado por el Ejército Nacional de Uruguay y no integra el Sistema Nacional de Áreas Protegidas.

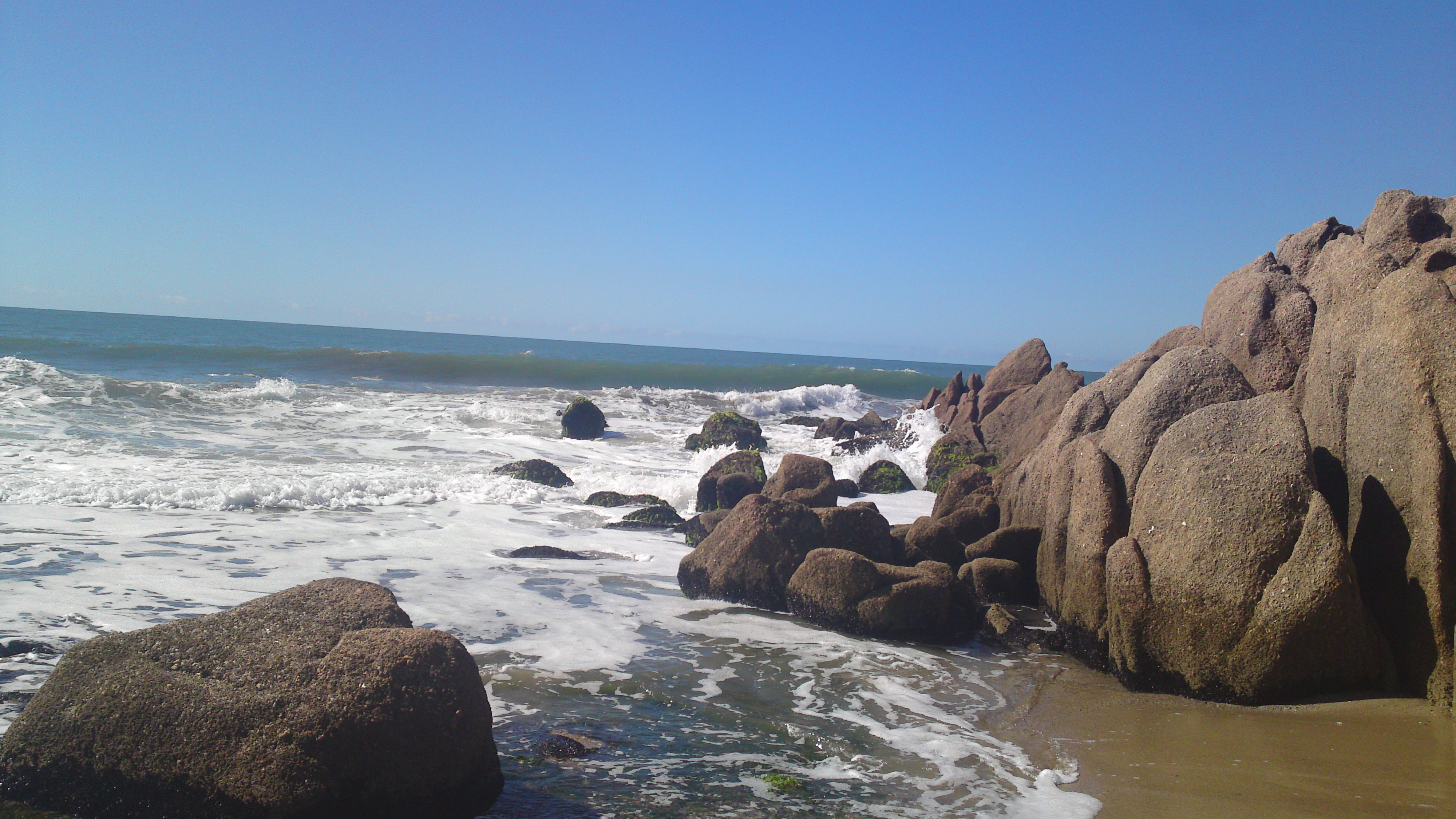
Parque nacional Santa Teresa-La moza.

El parque cuenta con 3000 hectáreas de extensión, en los que se encuentran innumerables especies de flora autóctona y exótica, incluyendo más de 2 millones de árboles. Hay zonas de recreo, de pícnic, paseos públicos, playas sobre el océano Atlántico y laguna Negra, camping, complejos de cabañas, servicios generales incluyendo servicio médico y odontológico. Sobre el mar existen cuatro playas: La Moza, Las Achiras, Playa del Barco y Playa Grande.
El parque cuenta con:
- un invernáculo de granito y cúpulas de vidrio para la cultivación de especies de clima tropical;
- un sombráculo construido con columnas de granito y techo y laterales con varas de eucaliptus para cultivar especies de origen subtropical;
- un rosedal, un jardín con más de 300 especies de rosas;
- una piscina seminatural conocida como el Chorro, construida sobre la base de un pequeño arroyo y los accidentes naturales del terreno;
- caminos auto guiados con amplias muestra de fauna y flora de la reserva
- una pajarera, para lograr la reproducción en cautiverio de especies en peligro de extinción; su fin original era la aclimatación de animales nativos y exóticos antes de ser soltados en el parque;
- la Fortaleza de Santa Teresa, creada para su protección.

## Historia
En el año 1762 los portugueses, previendo un nuevo conflicto con España, decidieron fortificar el punto llamado Castillos Chicos. Así comenzó la obra de la Fortaleza de Santa Teresa.
En 1825 pasó a manos de los orientales, y permaneció abandonada mucho tiempo, hasta que fue redescubierta por el historiador Horacio Arredondo, quien comenzó las gestiones para su  reconstrucción en el año 1928.

Arredondo  propuso la formación de un parque que la circundara, con la  idea de fuera un jardín apaisado, donde se caracteriza la ausencia de dibujo, predominara la senda imprevista, el atajo, la huella del trillo, idea que tiene su origen en los artistas plásticos ingleses del siglo XVIII.

|  |  |